# 朔州城墙
朔州城墙，位于山西省朔州市朔城区，现存南门及部分墙段。1996年1月12日，列入山西省文物保护单位。

## 历史
秦始皇三十二年(前215年)，大将蒙恬在此地筑城养马，以抗击匈奴，称马邑城。
北齐天保八年(557年)，在秦汉马邑城旧址上重筑城墙。平面呈长方形，南北长1800米，东西宽1600米，周长6800米。
元末，重筑城垣，规模较北齐旧城大为缩减，施工未竟因战乱停工；明洪武三年（1370年），城垣续建完工，为夯土城墙，周长约4000米。明洪武二十年（1387年），城墙外包以城砖。
1950年代至1970年代，城墙包砖及部分墙段逐步拆除。1980年代拆除东门及北门。2000年代，拆除西门。2008年，建立古城墙公园。

## 形制
朔州城墙周长4000米，设4门，东为文德门（1987年拆除），北为镇塞门（1982年拆除），西为武定门（1990年拆除）；南为承恩门（尚存）。

## 图集

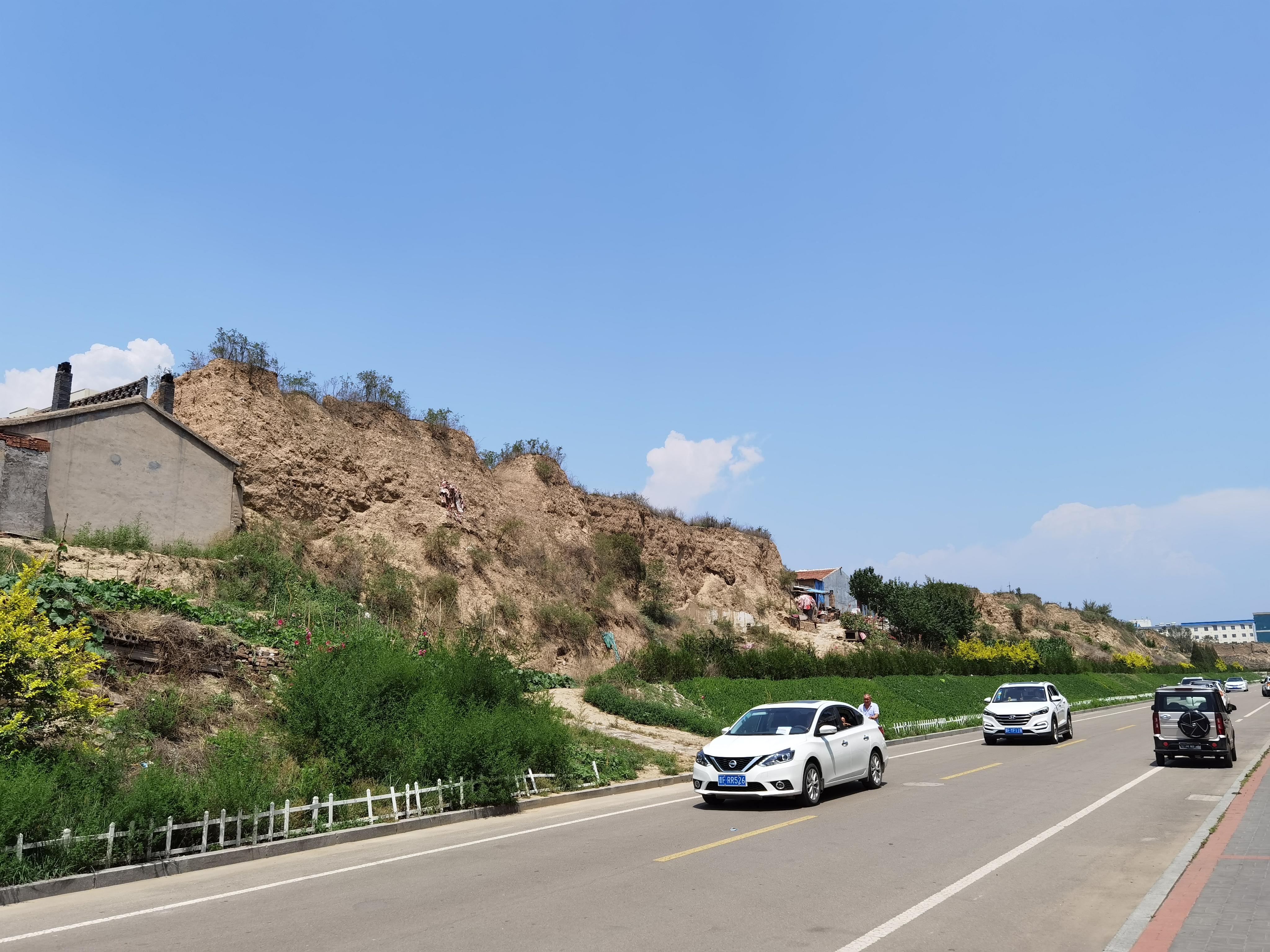
2020年，断壁残垣的朔州城墙
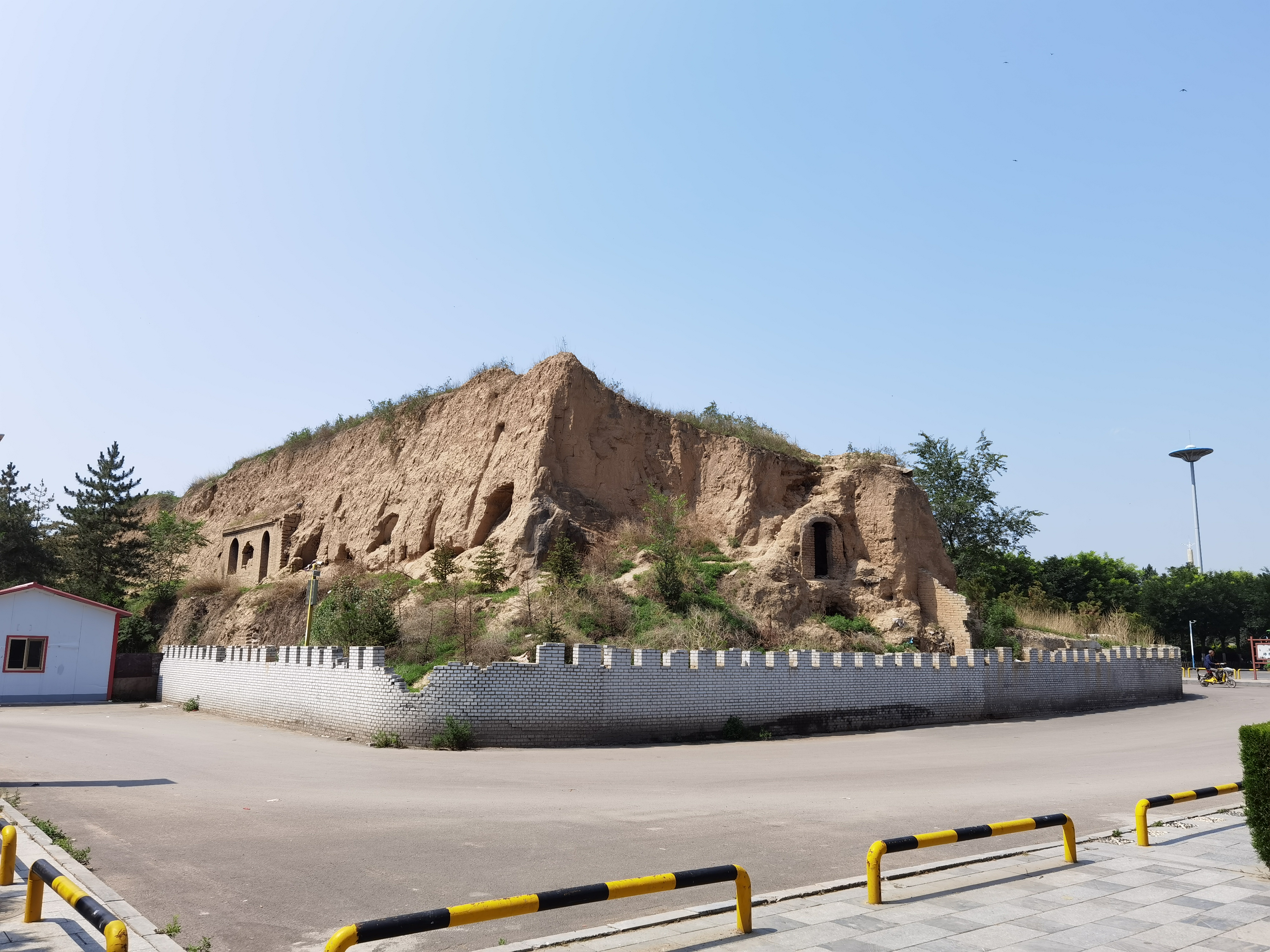
2020年，断壁残垣的朔州城墙
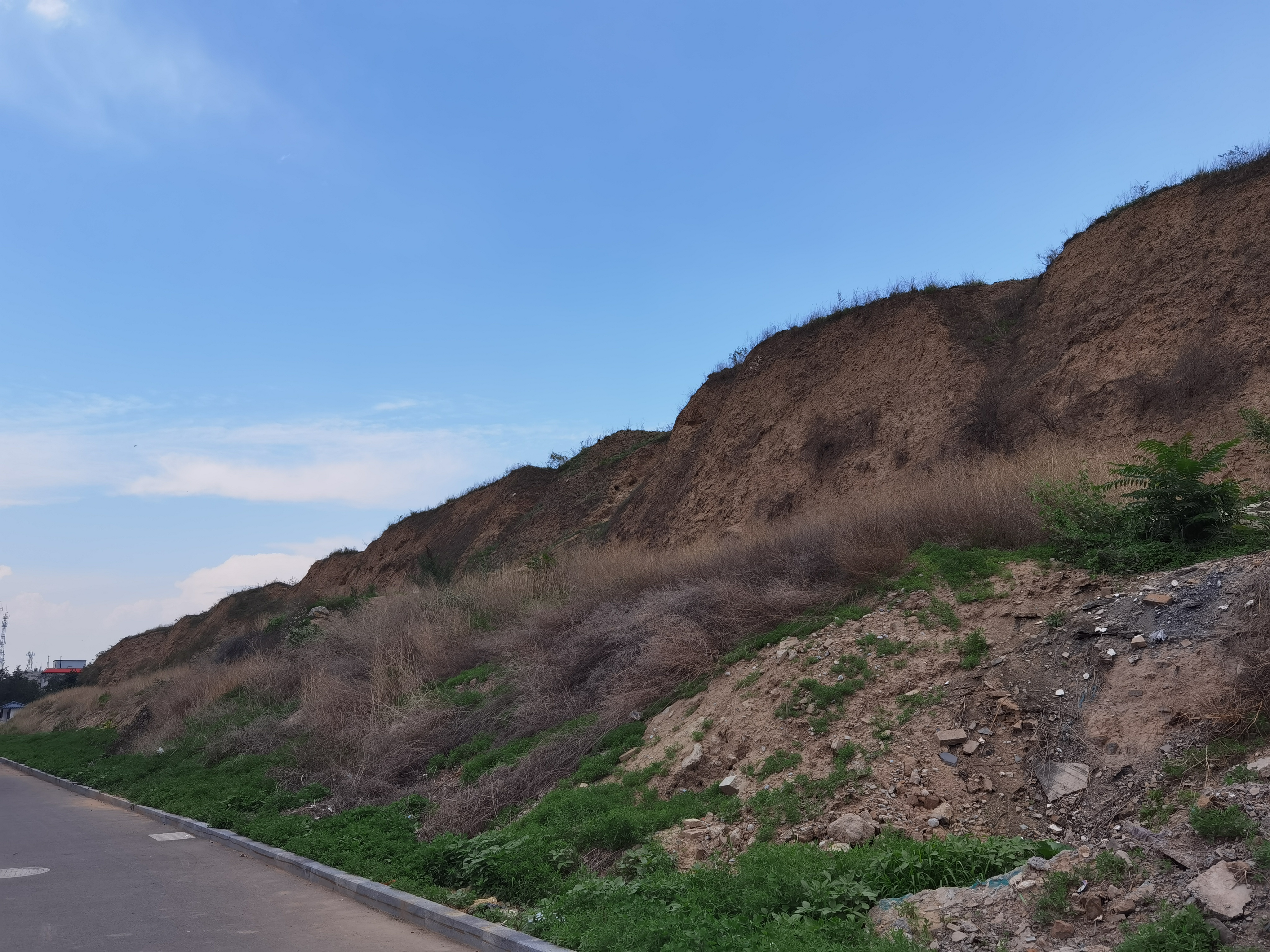
2020年，断壁残垣的朔州城墙